# Begonia guttapila
Espèce
Begonia guttapila est une espèce de plantes de la famille des Begoniaceae.
Elle a été décrite en 2009 par Daniel C. Thomas et Wisnu H. Ardi.